# Simon Marainen
Simon Isak (Issát) Marainen, född 9 april 1980 i Vittangi församling, Norrbottens län, är en svensk-samisk poet och jojkare.

## Biografi
Simon Marainen föddes 1980 i Vittangi församling. Han är uppvuxen i Nedre Soppero som son till slöjdaren och författaren Thomas Marainen och silversmeden Randi Marainen.
Simon Marainen har varit reporter på SR Sameradion 2004-06 och skådespelare på Giron sámi teáhter i Kiruna. Han sjunger bland annat i det svensk-norska jazz- och popbandet Ára.
Simon Marainen fick 2007 Norrbottens läns landstings Rubus arcticusstipendium.

## Diskografi
- Simon Issát Marainen, 2008
- O med Ára, Sound of Ára/DbD Music, 2010
- Vuoste virdái med Ára, 2014
- Girkásit med Ára, 2017